# Robert Meyerheim
Pour les articles homonymes, voir Meyerheim.
Robert Gustav Meyerheim, né en 1846 ou en 1847 à Dantzig et mort en 1920 à Horsham dans le Sussex de l'Ouest, est un peintre de paysage, de scène de genre et de miniature de l'École de peinture de Düsseldorf.

## Biographie
Robert Meyerheim est le fils du maître peintre de Gdańsk Gustav Adolf Meyerheim (né en 1816, mort après 1890), un descendant de la célèbre famille de peintres Meyerheim.
Robert Meyerheim est le neveu de Friedrich Eduard Meyerheim. Il a étudié sous Hans Fredrik Gude à l'académie à Düsseldorf, et sous Oswald Achenbach. Il expose en Allemagne à partir de 1866, et à Londres, où il reçoit une médaille d'argent en 1878 et une grande médaille d'or en 1894.
Il est mort en 1920.

## Œuvres
- Kiefernwald, 1864/1865
- Strand bei Brösen, 1864/1865

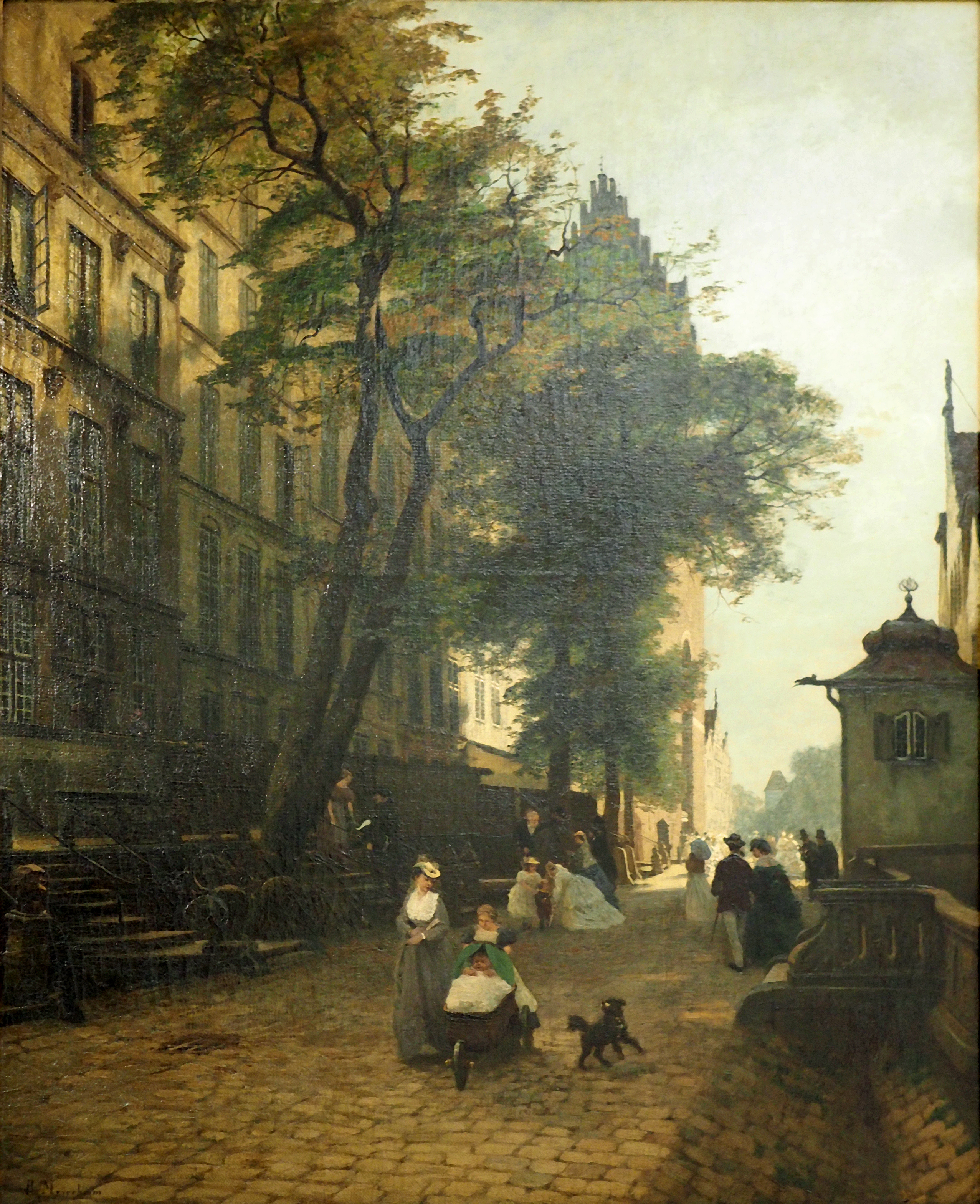
Poggenpfuhlstraße in Danzig, vers 1870.

- Die Nonnenkirche zu Danzig, 1864/1865[3]
- Die Lange Brücke mit dem Frauentor zu Danzig, Berliner Akademieausstellung 1866[4]
- Poggenpfuhlstraße in Danzig, um 1870, Kunstforum Ostdeutsche Galerie (de), Regensburg[5]
- Kinder am Dorfweiher, 1876
- A Pastoral, 1870er Jahre, Museums Sheffield
- The Goose Girl, 1870er Jahre, Museums Sheffield[6]